# Liège–Bastogne–Liège
Liège–Bastogne–Liège är ett klassiskt belgiskt endags-cykellopp som avgörs på våren. Loppet gick av stapeln första gången 1892 och är den äldsta av vårklassikerna och är ett av de fem så kallade Monumenten. Det kallas för La Doyenne (’den gamla damen’) och anses vara ett av de mest krävande dagsloppen i världen på grund av längden och de branta stigningarna. Loppet är ca 260 kilometer långt och passar cyklister som är bra i backar vilket missgynnar endagscyklister men är till fördel för etapploppscyklister. Cykeltävlingen äger rum i Ardennerna, från staden Liège till Bastogne och åter. Tidigare var tävlingen del av cykelsportens världscup.
Liège–Bastogne–Liège är den sista av de tre Ardennerklassikerna (de övriga två är Amstel Gold Race och La Flèche Wallonne och avgörs under veckan före). Tävlingen organiseras av Amaury Sport Organisation, som också organiserar bland annat Tour de France och Paris–Roubaix.

## Historik
Léon Houa från Belgien vann loppet de tre första gångerna. 1957 vann två belgare, Frans Schoubben och Germain Derijcke; anledningen var att Schoubben och Derijcke hade varit i en liten grupp med cyklister som hade blivit hejdade av en vägspärr, varför Derijcke krupit under spärren för att kunna fortsätta jakten på vinsten, medan Schoubben väntade på att den skulle öppna sig. Schoubben kom tvåa, tre minuter efter Germain Derijcke. En protest hade kunnat ge Schoubben segern, men han valde att inte protestera – trots det valde organisatören att ge första platsen till båda cyklisterna genom ex æquo et bono ’utifrån det skäliga och goda’.
Sex cyklister har klarat av att vinna Liège–Bastogne–Liège och La Flèche Wallonne under ett och samma år, Ferdi Kübler (1951 och 1952), Stan Ockers (1955), Eddy Merckx (1972), Moreno Argentin (1991), Davide Rebellin (2004) och Alejandro Valverde (2006, 2015 och 2017). Eddy Merckx är också den cyklist som har vunnit tävlingen flest gånger då han har fem segrar i den belgiska klassikern (1969, 1971, 1972, 1973 och 1975). Moreno Argentin vann tävlingen fyra gånger under sin karriär  (1985, 1986, 1987, 1991).
Sedan 2017 arrangeras också ett lopp för damer. Det är bara drygt hälften så långt och utgörs av en enkel resa från Bastogne till Liège. Det ingår sedan starten i UCI Women's World Tour.
2020 års tävling bjöd på en dramatisk upplösning då världsmästaren Julian Alaphilippe trodde att han vunnit spurten och sträckte upp händerna i luften bara för att konstatera att Primoz Roglic korsat mållinjen först med ett par centimeter.

## Sträckning och svårighetsgrader
Den andra halvan av banan innehåller många tuffa stigningar såsom Stockeu, Haute-Levée, La Redoute och Côte de la Roche-aux-Faucons, innan de avslutar i Liège. Den mest ikoniska stigningen är Côte de La Redoute med den 2 km långa klättringen i Aywaille med en genomsnittlig lutning på 9% och med backar på över 20%. Under en lång period på 1980- och 90-talen var La Redoute, som ligger ca 40 km från mål, ofta den plats där de avgörande utbrytningarna skedde som avgjorde loppen. Under de senaste åren verkar klättringen ha tappat den rollen eftersom många cyklister numera kan följa med i stigningen med favoriterna som då väntar till de sista etapperna i loppet för avgörandet.

## Bildgalleri

Bansträckningen 2015.
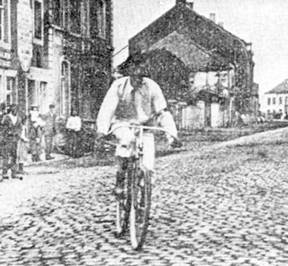
Första vinnaren, Léon Houa, på sin tävlingscykel för över 100 år sedan.
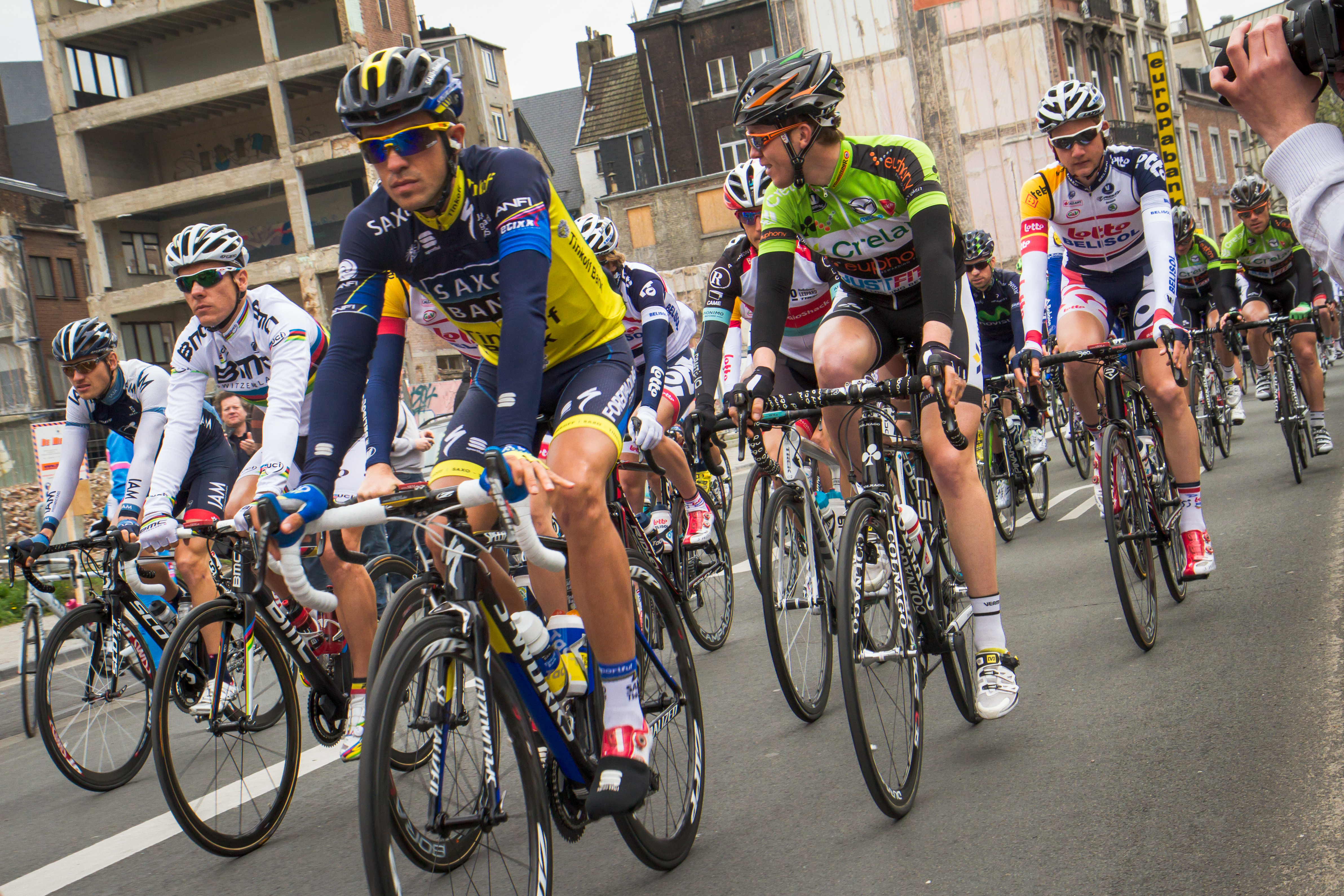
Alberto Contador (Saxo-Tinkoff) och Philippe Gilbert (BMC) vid starten av Liege-Bastogne-Liege 2013.
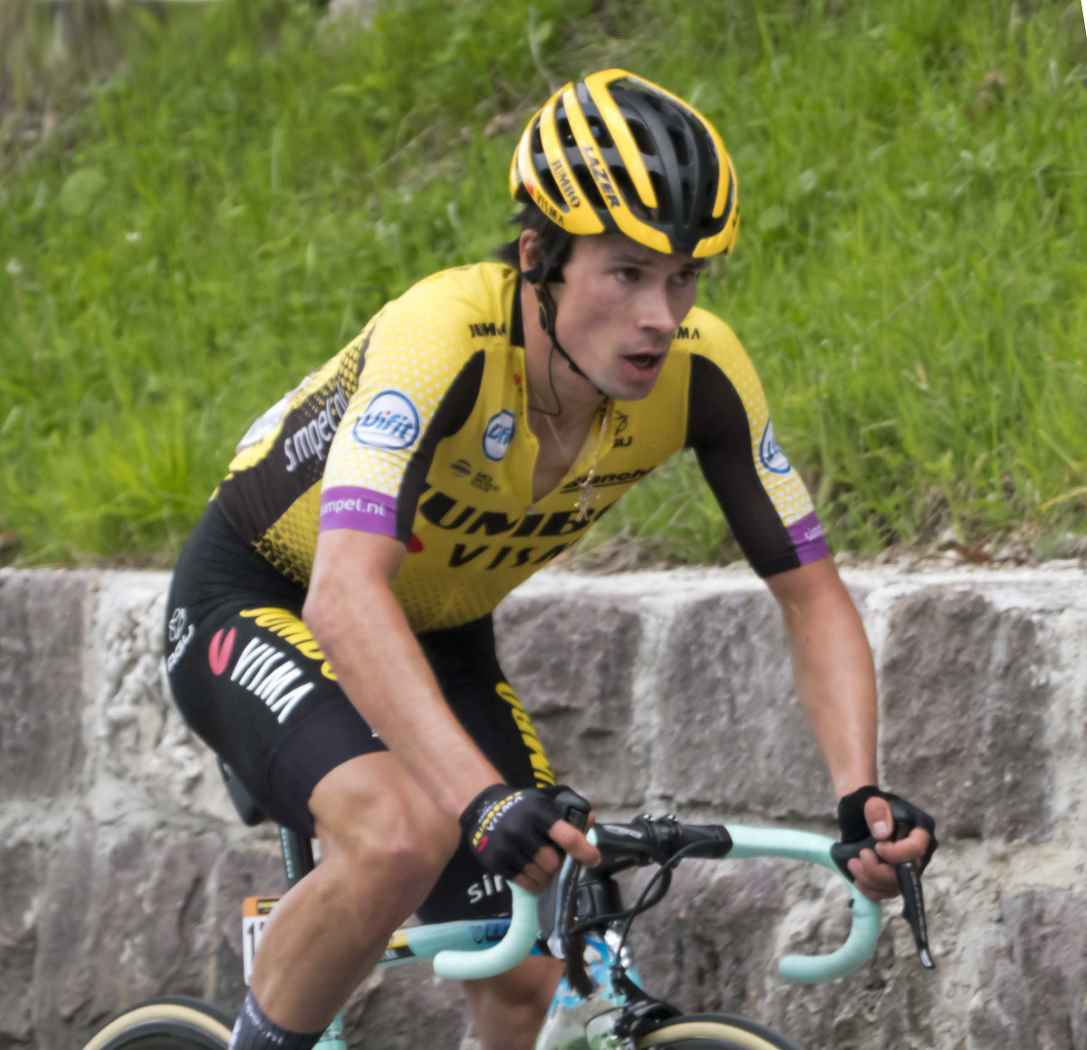
2020 års vinnare av Liège-Bastogne-Liège, Primož Roglič.

## Podieplaceringar
| 1894-1907 |

| 1910 |

| 1914-1918 |

| 1940-1942 |

| 1944 |

| 1894-1907 |

| 1910 |

| 1914-1918 |

| 1940-1942 |

| 1944 |

| År                                                  | Vinnare               | Tvåa                         | Trea                       |
| --------------------------------------------------- | --------------------- | ---------------------------- | -------------------------- |
| 1986                                                | Frans Maassen         | Yves Van Royen               | Carlos Malfait             |
| 1987                                                | Stephan Räkers        | Peter De Clercq              | Krist Brulez               |
| 1988                                                | Marcel Derix          | Rinus Ansems                 | Thierry Bock               |
| 1989                                                | Philippe Mathy        | Ronny Thomas                 | Patrick Philippaerts       |
| 1990                                                | Sandro Bottelberghe   | Fabrice Naessens             | Georges Wattiaux           |
| 1991                                                | Pierre Herinne        | Jan Boven                    | Léon van Bon               |
| 1992                                                | Laurent Eudeline      | Jan Boven                    | Stéphane Cueff             |
| 1993                                                | Marc Janssens         | Leith Sherwin                | Léon van Bon               |
| 1994                                                | Franck Laurance       | Denis Francois               | Stig Guldbæk               |
| 1995                                                | Raivis Belohvoščiks   | Caspar van der Meer          | Gert Vanderaerden          |
| 1996                                                | Raivis Belohvoščiks   | Kristof Trouvé               | Kris Matthijs              |
| 1997                                                | Christian Poos        | Karsten Kroon                | Ondřej Sosenka             |
| 1998                                                | Frédéric Drillaud     | Nicolas Fritsch              | Gaël Moreau                |
| 1999                                                | Philippe Koehler      | Wesley Theunis               | Charles Wegelius           |
| 2000                                                | Jurgen Van Goolen     | Wim Van Huffel               | Gregory Faghel             |
| 2001                                                | Ruslan Hryschtschenko | Tom Boonen                   | Andrej Kasjetjkin          |
| 2002                                                | Christophe Kern       | Michail Viktorovich Timoshin | Steven Caethoven           |
| 2003                                                | Johan Vansummeren     | Jurgen Van Den Broeck        | Pieter Weening             |
| 2004                                                | Branislaŭ Samojlaŭ    | Mads Christensen             | Laurent Arn                |
| 2005                                                | Martin Pedersen       | Anders Lund                  | Ruslan Sambris             |
| 2006                                                | Kai Reus              | Tom Stamsnijder              | Dmitrij Kozontjuk          |
| 2007                                                | Grega Bole            | Anthony Roux                 | Andrius Buividas           |
| 2008                                                | Jan Bakelants         | Romain Zingle                | Jan Ghyselinck             |
| 2009                                                | Rasmus Guldhammer     | Romain Zingle                | Dennis van Winden          |
| 2010                                                | Ramūnas Navardauskas  | Niki Østergaard              | Sebastian Lander           |
| 2011                                                | Tosh Van der Sande    | Romain Bardet                | Matthias Allegaert         |
| 2012                                                | Michael Valgren       | Ian Boswell                  | Joshua Berry               |
| 2013                                                | Michael Valgren       | Nathan Brown                 | Jasper Stuyven             |
| 2014                                                | Anthony Turgis        | Dylan Teuns                  | Tao Geoghegan Hart         |
| 2015                                                | Guillaume Martin      | Silvio Herklotz              | Tao Geoghegan Hart         |
| 2016                                                | Logan Owen            | Pavel Sivakov                | Ruben Guerreiro            |
| 2017                                                | Bjorg Lambrecht       | James Knox                   | Lucas Hamilton             |
| 2018                                                | João Almeida          | Andrea Bagioli               | Alexys Brunel              |
| 2019                                                | Kevin Vermaerke       | Viktor Verschaeve            | Tobias Foss                |
| \| 2020 \| inställt på grund av coronaviruspandemin |                       |                              |                            |
| 2021                                                | Leo Hayter            | Rick Pluimers                | Tobias Halland Johannessen |
| 2022                                                | Romain Grégoire       | Lennert Van Eetvelt          | Gwen Leclainche            |
| 2023                                                | Francesco Busatto     | Antoine Huby                 | Davide De Pretto           |
| 2024                                                | Joseph Blackmore      | Robin Orins                  | Jörgen Nordhagen           |
| 2020                                                |                       |                              |                            |

| 2020 |

| År   | Vinnare              | Tvåa                 | Trea                 |
| ---- | -------------------- | -------------------- | -------------------- |
| 2017 | Anna van der Breggen | Lizzie Deignan       | Katarzyna Niewiadoma |
| 2018 | Anna van der Breggen | Amanda Spratt        | Annemiek van Vleuten |
| 2019 | Annemiek van Vleuten | Floortje Mackaij     | Demi Vollering       |
| 2020 | Lizzie Deignan       | Grace Brown          | Ellen van Dijk       |
| 2021 | Demi Vollering       | Annemiek van Vleuten | Elisa Longo Borghini |
| 2022 | Annemiek van Vleuten | Grace Brown          | Demi Vollering       |
| 2023 | Demi Vollering       | Elisa Longo Borghini | Marlen Reusser       |
| 2024 | Grace Brown          | Elisa Longo Borghini | Demi Vollering       |
| 2025 | Kimberley Le Court   | Puck Pieterse        | Demi Vollering       |

## Antal segrar
| \| - 5 vinster: - Eddy Merckx (1969, 1971, 1972, 1973, 1975) - 4 vinster: - Moreno Argentin (1985, 1986, 1987, 1991) - Alejandro Valverde (2006, 2008, 2015, 2017) - 3 vinster (4): - Léon Houa (1892, 1893, 1894) - Alfons Schepers (1929, 1931, 1935) - Fred De Bruyne (1956, 1958, 1959) - Tadej Pogačar (2021, 2024, 2025) \| - 2 vinster (12): - Louis Mottiat (1921, 1922) - René Vermandel (1923, 1924) - Richard Depoorter (1943, 1947) - Prosper Depredomme (1946, 1950) - Ferdi Kübler (1951, 1952) - Joseph Bruyère (1976, 1978) - Bernard Hinault (1977, 1980) - Sean Kelly (1984, 1989) - Michele Bartoli (1997, 1998) - Paolo Bettini (2000, 2002) - Aleksandr Vinokurov (2005, 2010) - Remco Evenepoel (2022, 2023) \| | - 2 vinster (3): - Anna van der Breggen (2017, 2018) - Annemiek van Vleuten (2019, 2022) - Demi Vollering (2021, 2023) |
| - 5 vinster: - Eddy Merckx (1969, 1971, 1972, 1973, 1975) - 4 vinster: - Moreno Argentin (1985, 1986, 1987, 1991) - Alejandro Valverde (2006, 2008, 2015, 2017) - 3 vinster (4): - Léon Houa (1892, 1893, 1894) - Alfons Schepers (1929, 1931, 1935) - Fred De Bruyne (1956, 1958, 1959) - Tadej Pogačar (2021, 2024, 2025) | - 2 vinster (12): - Louis Mottiat (1921, 1922) - René Vermandel (1923, 1924) - Richard Depoorter (1943, 1947) - Prosper Depredomme (1946, 1950) - Ferdi Kübler (1951, 1952) - Joseph Bruyère (1976, 1978) - Bernard Hinault (1977, 1980) - Sean Kelly (1984, 1989) - Michele Bartoli (1997, 1998) - Paolo Bettini (2000, 2002) - Aleksandr Vinokurov (2005, 2010) - Remco Evenepoel (2022, 2023) |